# Липень, Евгений
Липень Евгений (родился 15 декабря 1992 года) — белорусский футболист, полузащитник.
В чемпионат Сан-Марино Липень перешёл в сезоне 2012/13. До перехода в «Фьорентино» Липень играл за выступавшие в низших итальянских дивизионах «Веруккьо» и «Каттолику». В своём первом сезоне в «Фьорентино» он сыграл 20 матчей, а его клуб занял четвёртое место в Группе B. Наряду с россиянином Владимиром Михайловским является единственным в истории чемпионата легионером с постсоветского пространства.